# Старокуручево
Старокуручево (баш. Иҫке Ҡорос) — село в Бакалинском районе Республики Башкортостан, центр Старокуручевского сельсовета. Согласно переписи 2020 года население составляло 1199 человек.

## История
Основано башкирами Киргизской волости Казанской дороги на собственных вотчинных землях, известно с 1684 года (по договору о припуске здесь поселились ясачные татары, перешедшие впоследствии в сословие тептярей) под названием Куруч(с)ево. Все населенные пункты нынешнего Бакалинского района, например, в 1939 — 152 села, возникали в разное время на вотчинных землях киргизской, билярской и еланской племен башкир. В 1795 году проживало 315 жителей, в 1865 году в 240 дворах — 1373 жителя. В 1899 году одноименный волостной центр Куручево по количеству дворов (их всего 396) занимает одно из первых мест в Белебеевском уезде Уфимской губернии.
Население занималось земледелием, скотоводством, пчеловодством. Были мечеть, 3 училища, 2 водяные мельницы; располагалось волостное правление. В 1906 г. зафиксировано 2 мечети, русско-башкирская министерская школа, медресе, кузница, 4 водяные мельницы, 7 бакалейных лавок, хлебозапасный магазин; в селе располагалось волостное правление. С образованием в начале XX в. выселка Новокуручево получило современное название.
Общая характеристика Куручевсной волости на 1899 г.:  "Форма землевладения по всей волости общинная. Система полеводства трехпольная. Угодья делятся по ревизским душам. Изменения в угодьях выражаются в следующих чертах:  пашня увеличилась на счет леса в 15 общинах; на счет выгона — в 4 общинах; на счет лугов — в 7 общинах; усадьба увеличилась на счет выгона в 2 общинах. На полях 9 общин имеются овраги, берега которых поросли кустарником и травой, в силу чего овраги увеличились лишь в I общине от весенних вод. Поля обрабатываются частью сабанами (плугами), частью сохами; сохи вводятся в силу уменьшения рабочего скота. Из усовершенствованных орудий по всей волости имеется 41 веялка. На огородах, которые имеются во всех селениях, сеют преимущественно картофель, исключительно для своего употребления. Скот пасется обычным порядком по всем полям. Промыслы жителей волости заключаются почти исключительно в извозе.  В Куручево плата за извоз составляла 2 руб. с 30 пуд за 70 верст. Других неземледельческих видов занятий населения в волости не зафиксировано."

## Географическое положение
Расстояние до:
- районного центра (Бакалы): 19 км,
- ближайшей ж/д станции (Туймазы): 94 км,
- столицы Республики Башкортостан (Уфа): 170 км.

## Население
| 2002 | 2009  | 2010  |
| ---- | ----- | ----- |
| 1629 | ↗1720 | ↘1478 |

Согласно переписи 2002 года, преобладающие национальности — татары (69 %), башкиры (28 %).

## Религия
В селе есть мечеть.